# Megistops
Megistops es un género de escarabajos  de la familia Chrysomelidae. En 1859 Boheman describió el género. Contiene las siguientes especies:
- Megistops louana Bechyne, 1997
- Megistops louana Savini, 1993
- Megistops quasipretiosa Savini, 1993
- Megistops rectangularis Savini, 1993
- Megistops sexmaculata Medvedev, 2004